# Phare de Punta Cabalo
Le phare de Punta Cabalo est un phare situé sur l'île d'Arousa, appartenant au territoire de la comarque de Salnés (es), dans la province de Pontevedra (Galice en Espagne).
Il est géré par l'autorité portuaire de Vilagarcía de Arousa.

## Histoire
Le phare a été mis en service le 19 octobre 1853. Il est érigé à l'extrême nord-ouest de l'île d'Arousa, au bord de la mer, sur des rochers. C'est une petite tour octogonale en pierre, avec galerie et lanterne, attenante au front d'une maison carrée de gardiens d'un étage. La tour est non peinte et la lanterne est gris métallique. La maison est blanche avec un toit de tuile rouge.
Le phare est équipé d'une lentille de Fresnel moderne de 500 mm. Il émet un groupe de 4 éclats blancs toutes les 13 secondes visible jusqu'à 18 km. Il sert à la navigation dans la ría. Le phare n'est plus gardienné depuis longtemps et le logement a été converti en petit restaurant. L'île est désormais reliée au continent par un pont.
Identifiant : ARLHS : SPA222 ; ES-04260- Amirauté : D1826 - NGA : 2768.
|              |
| Punta Cabalo |

|          |
| Le phare |

### Lien connexe
- Liste des phares d'Espagne